# Bohumil Hrabal
Bohumil Hrabal (ur. 28 marca 1914 w Brnie, zm. 3 lutego 1997 w Pradze) – czeski pisarz, wybitny twórca światowej literatury XX wieku. Jego książki zostały przetłumaczone na 27 języków, a na podstawie twórczości powstało kilkanaście filmów, z których najbardziej znane są Pociągi pod specjalnym nadzorem Jiříego Menzla, nagrodzone w 1968 r. Oscarem za najlepszy film nieanglojęzyczny.
Częstymi motywami książek (większość to zbiory luźno powiązanych ze sobą opowiadań) są obrazy Pragi, w której mieszkał przez większość swego życia, jako miejsca magicznego, prowincjonalne miasteczko, często w początkach XX w. i w połączeniu z wątkami autobiograficznymi (Nymburk, z którego się wywodził), wydarzenia związane z okupacją niemiecką, szeroko pojęta kultura piwno-barowa. Miejsca, które opisywał są dziś odwiedzane przez wielbicieli jego prozy z całego świata. Są to przede wszystkim lokale gastronomiczne, w tym szczególnie gospoda U Zlatého Tygra i cała dzielnica Libeň. Także postacie, które wypełniają karty jego dzieł są niezwykłe: żona Eliška, zwana także Pipsi, stryj Pepin, który pojawia się w prawie każdej książce, znajomi artyści opisani w Weselach w domu i ukochane przez pisarza koty. Niemal wszystkie historie opowiadane są przez Hrabala z dystansem, przymrużeniem oka, mimo że często dotyczą one smutnych przeżyć – II wojna światowa i zbrodnie popełniane przez niemieckich okupantów oraz w czasach komunistycznej dyktatury w Czechosłowacji. Ten sposób opowiadania wpisuje się w tradycję praskich pábiteli – bywalców barów, opowiadających przy piwie cudowne, częściowo zmyślone historie. Dzięki niezwykłemu językowi, w którym odbija się czeszczyzna z praskich piwiarni, autor wywarł także wpływ na język Czechów.

## Życiorys

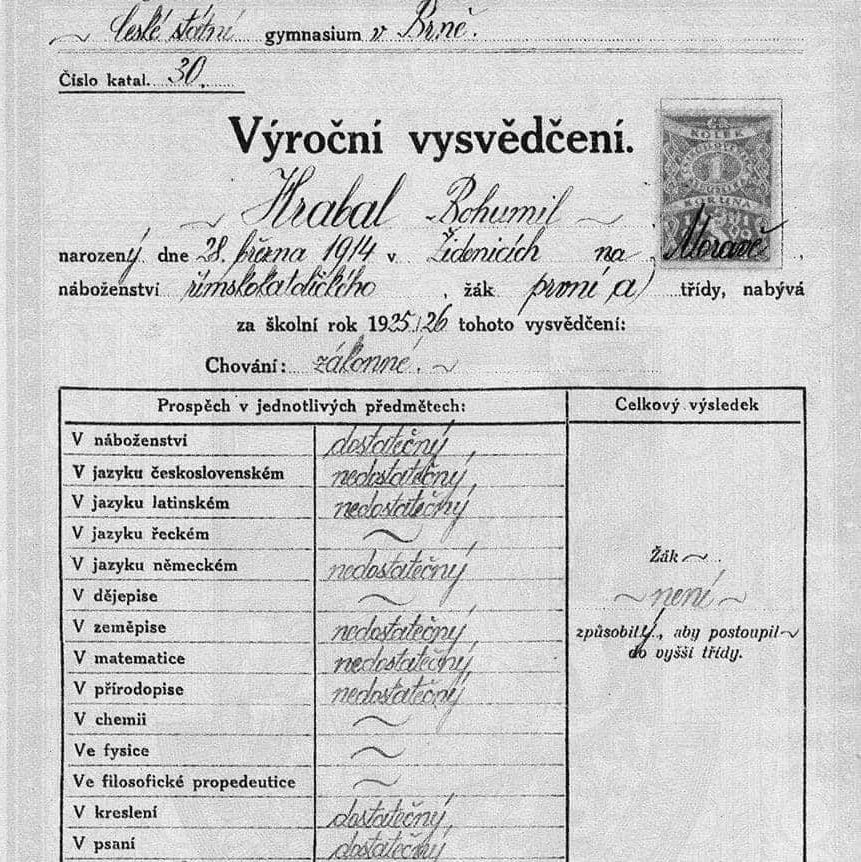
Bohumil Hrabal nie zaliczył w roku szkolnym 1925/1926 wielu przedmiotów.

Bohumil František Kilián urodził się w Brnie na Morawach. Jego matką była niezamężna wówczas Marie Božena Kiliánová (1894–1970), a za biologicznego ojca Hrabala uważa się Bohumila Blechę (1893–1970), sąsiada Kiliánów. Rodzice Marie nie wyrazili zgody na jej małżeństwo z Blechą, ponieważ zamierzał on wstąpić do armii austro-węgierskiej. Do trzeciego roku życia młody Bohumil mieszkał w Brnie z dziadkami – Kateřiną i Tomášem, pochodzenia francuskiego. W 1919 wraz z matką i późniejszym ojczymem, Františkiem Hrabalem (1889–1966) przeniósł się do Nymburka, gdzie František przyjął posadę administratora browaru. Razem z nimi mieszkał stryj Pepin (Josef Hrabal) – były żołnierz armii austro-węgierskiej w I wojnie światowej.
Po ukończeniu gimnazjum (wcześniej dwa razy powtarzanie klas), przyszły pisarz rozpoczął w 1935 studia prawnicze na Uniwersytecie Karola w Pradze (uczył się także filozofii i literatury). W czasie wojny Hrabal pracował jako dyżurny ruchu na kolei, co dostarczyło tła do opowiadania Pociągi pod specjalnym nadzorem. Między innymi ze względu na wojnę studia ukończył dopiero w 1946 roku z tytułem doktora nauk prawnych. Nie pracował jednak w zawodzie. Komunistyczne władze wypowiedziały wojnę intelektualistom, w związku z czym musieli oni wykonywać ciężkie prace fizyczne, np. w hutach, jako kanalarze czy sortownicy makulatury. Praca w hucie w Kladnie (która zakończyła się poważnym urazem) była inspiracją do napisania zbioru opowiadań Perełka na dnie – debiutu pisarza. Natomiast cenzura, kierująca całe wydania na przemiał była inspiracją do napisania Zbyt głośnej samotności.

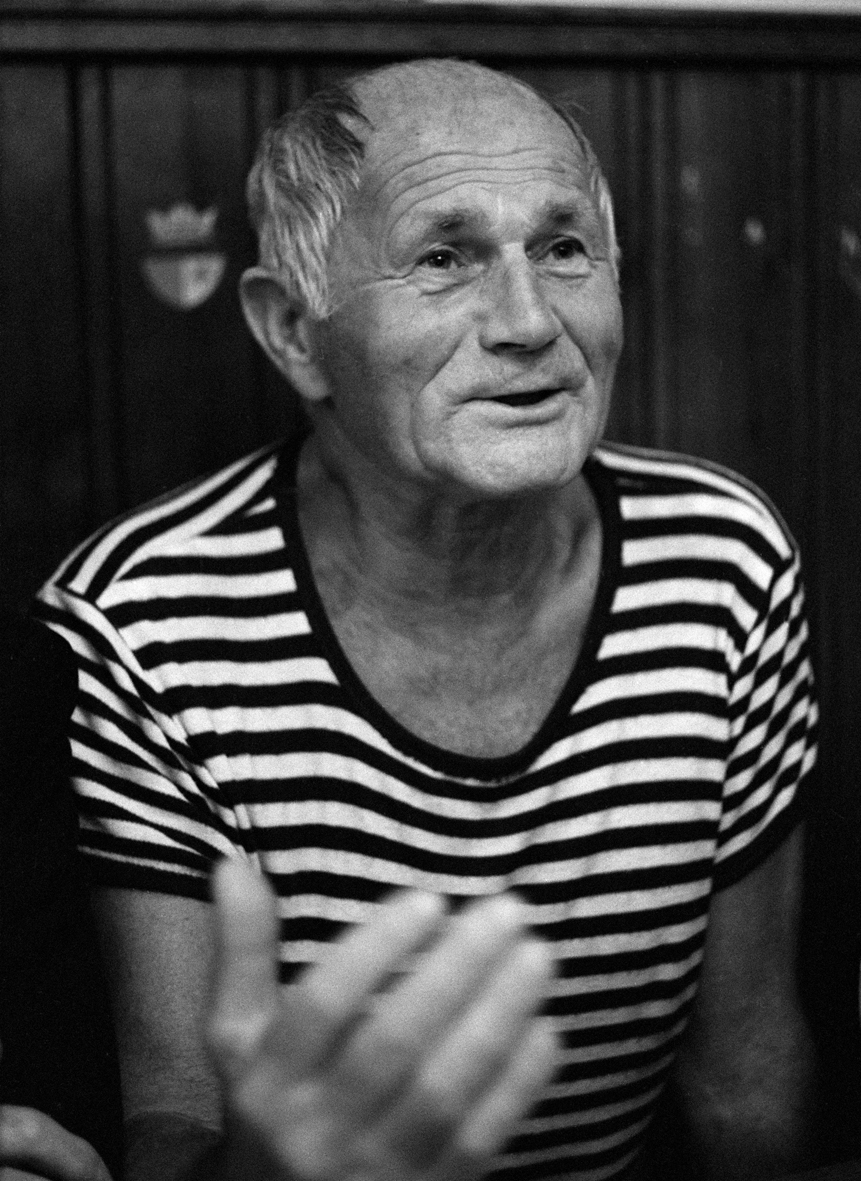
Bohumil Hrabal 1985
foto Hana Hamplová

W latach 60. Hrabal był najpopularniejszym pisarzem w Czechosłowacji. Zauważyły to także władze państwowe, które usiłowały wymusić na nim deklarację poparcia. Po inwazji wojsk Układu Warszawskiego w 1968 Hrabal otrzymał zakaz publikacji. Wydawał w samizdacie oraz za granicą, gdzie był już dobrze znany. W 1975 ukazało się jego oświadczenie, w którym krytykował wcześniejszą postawę wobec władzy – zostało częściowo spreparowane przez redakcję pisma. Od tego czasu część utworów Hrabala ukazywała się oficjalnie, a część (jak choćby najważniejsza książka – Zbyt głośna samotność) – w wydaniach podziemnych. Pisarz nie podpisał Karty 77 i pozostawał z dala od życia politycznego i literackiego. Życie dzielił między Pragę oraz Kersko, gdzie wyjeżdżał na weekendy do gromady swoich kotów („kočenky”). W tym czasie poznał także wielu zagranicznych pisarzy, m.in. Heinricha Bölla.
Wraz z upływem lat zdrowie Hrabala, o które nigdy przesadnie nie dbał, systematycznie nadużywając alkoholu, bardzo się pogorszyło, a co więcej umierali kolejno bliscy mu ludzie – żona i przyjaciele. Z czasem pogłębiała się depresja, a od roku 1996 pisarz rzadko opuszczał szpital. 3 lutego 1997 zginął wypadając z okna swego pokoju na piątym piętrze oddziału ortopedycznego szpitala na Bulovce. Podobno karmił gołębie i nieuważnie się wychylił, ale prawdopodobnie celowo odebrał sobie życie. Wcześniej pisał wielokrotnie o samobójstwie, także przez skok z piątego piętra. Podobnie jak Jaroslav Hašek sam przez swoje dzieła kształtował swój życiorys i legendę wokół swojej osoby.

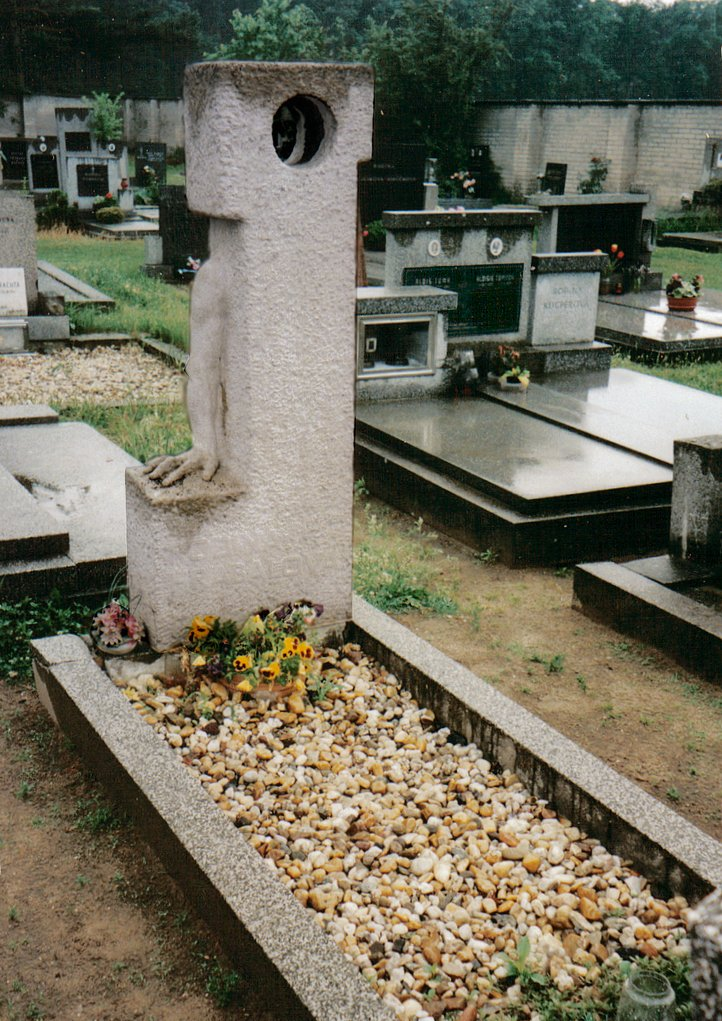
Grób Bohumila Hrabala

Został pochowany w grobie rodzinnym na cmentarzu w Hradištku. W tym samym grobie zostali pochowani też jego matka „Maryška”, ojczym „Francin”, stryj „Pepin”, żona „Pipsi” i brat „Slávek”.
W latach 1992–1997 wydawnictwo Pražská imaginace wydało dzieła zebrane Bohumila Hrabala: Sebrané spisy Bohumila Hrabala, t. 1–19. Wraz z Milanem Kunderą i Vaclavem Havlem w największym stopniu reprezentuje czeską literaturę II poł. XX wieku.

## Twórczość

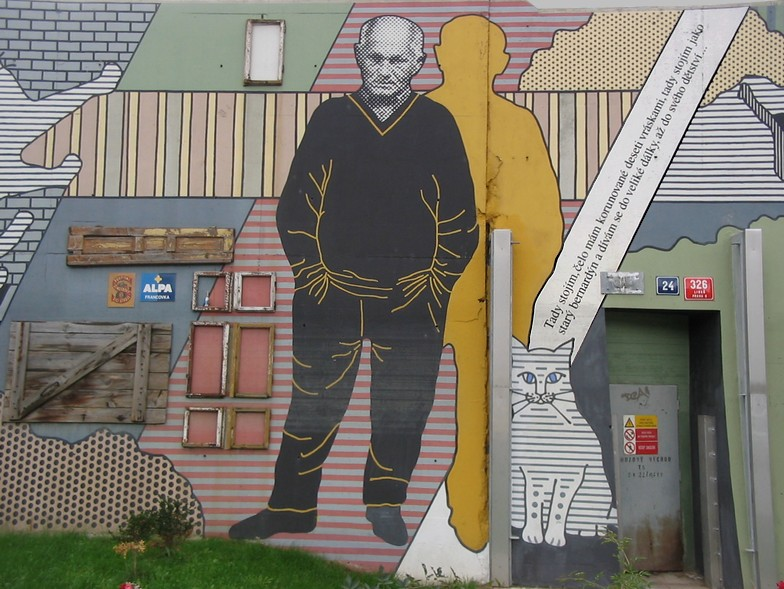
Ściana w miejscu gdzie stał dom Hrabala (Na Hrázi 24, Praga). Mural Táňi Svatošovej

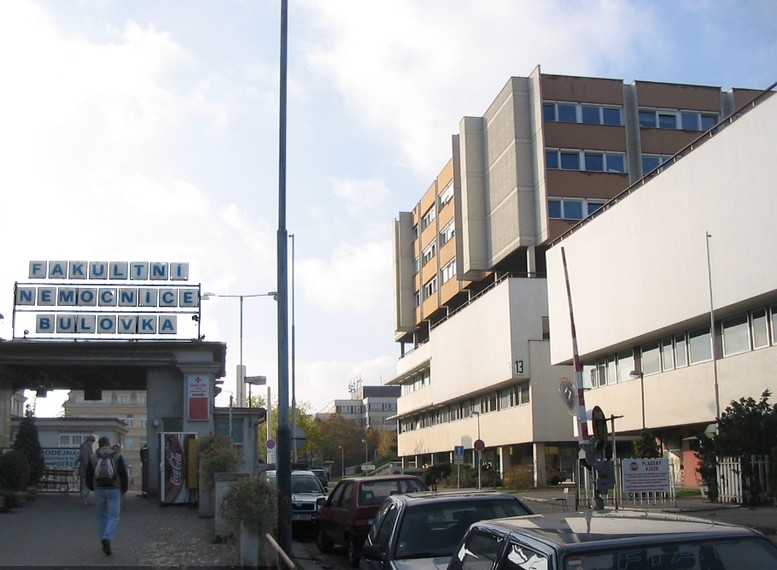
Widok na oddział ortopedyczny szpitala na Bulovce, Praga

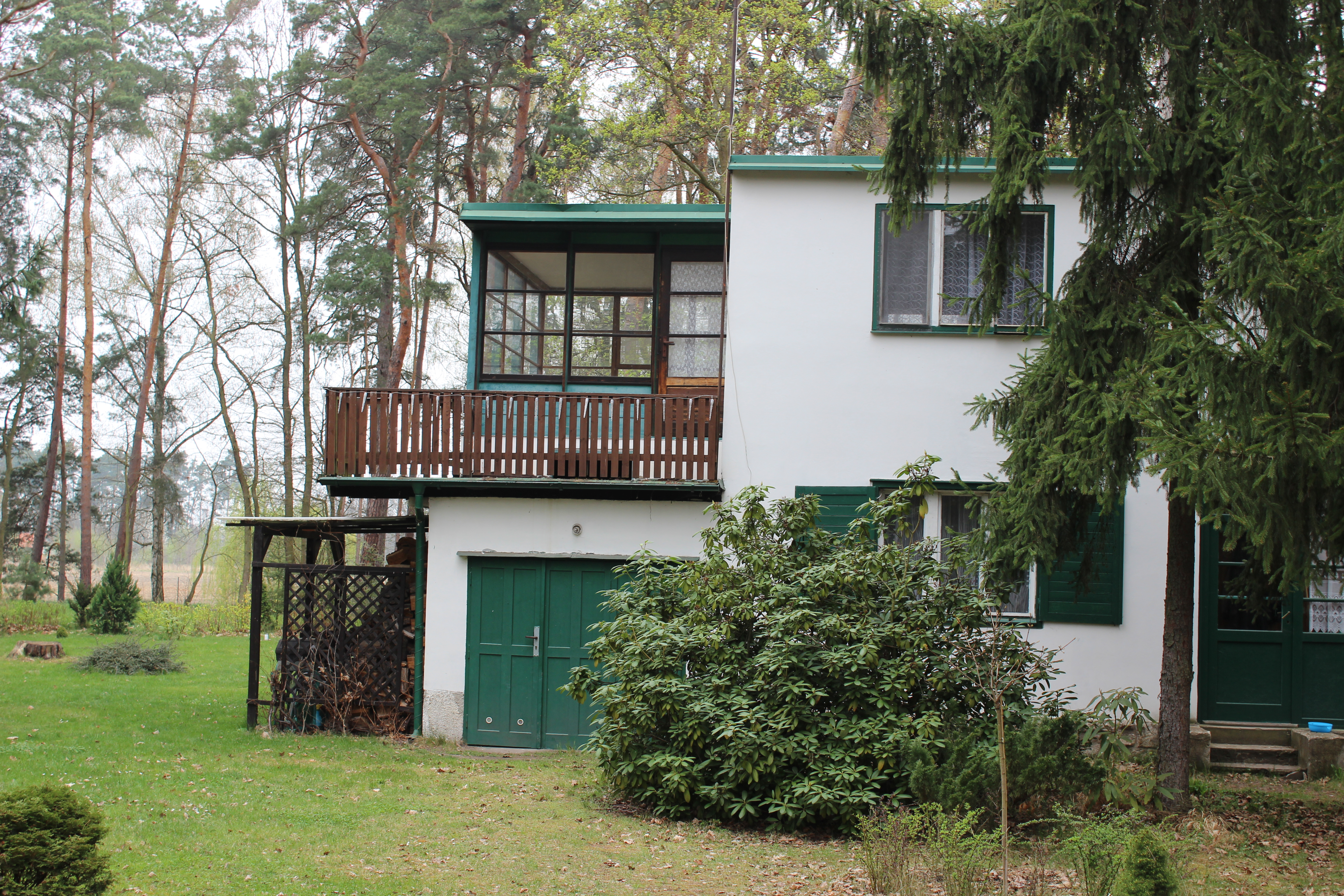
Dom Bohumila Hrabala w Kersku

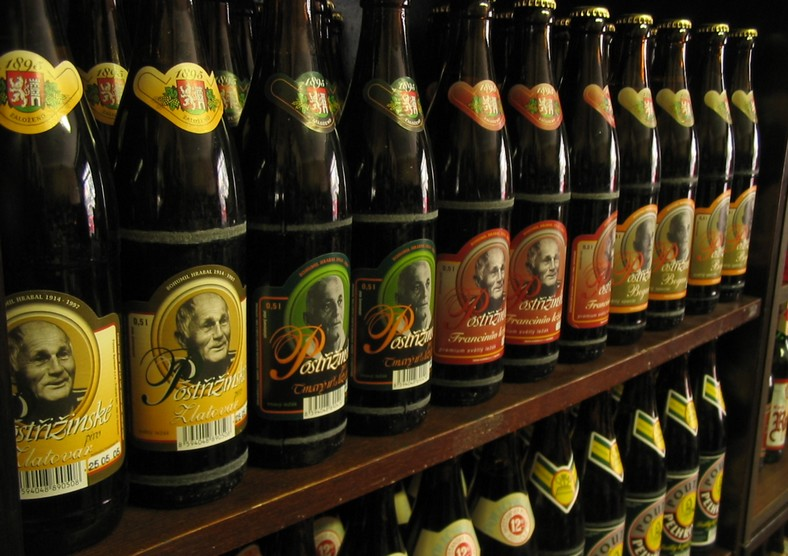
Nymburskie piwa poświęcone Hrabalowi

Książki Bohumila Hrabala wydane w Polsce:
- Lekcje tańca dla starszych i zaawansowanych, 1967, 1991, 2003
- Bar Świat, 1968, 1989
- Pociągi pod specjalnym nadzorem(inne języki), 1969, 1985, 1986, 1997, 2002, 2011
- Zbyt głośna samotność(inne języki), 1978, 1982, 1989, 1989, 1993, 1996, 2003
- Postrzyżyny, 1980, 2001, 2007
- Sprzedam dom, w którym już nie chcę mieszkać, 1981, 1996, 2009
- Święto przebiśniegu, 1981, 1997, 2008, 2011
- Aferzyści i inne opowiadania, 1983
- Taka piękna żałoba, 1983, 1997, 2003, 2006, 2008
- Skarby świata całego, 1985, 2000
- Obsługiwałem angielskiego króla(inne języki), 1987, 1988, 1990, 1990, 2001, 2007, 2011
- Przerwy w zabudowie, 1988, 1989
- Wesela w domu, 1989, 2000, 2010
- Legenda o pięknej Julci i inne opowiadania, 1990
- Zaczarowany flet, 1991
- Nic, tylko strach: Listów do Kwiecieńki księga druga, 1994
- Kim jestem, 1994
- Bambini di Praga 1947, 1995
- Czuły barbarzyńca: teksty pedagogiczne, 1997, 2003, 2012
- Pamiętam jedynie dni słoneczne: Bohumil Hrabal w fotografii, 1998
- Kain. Bambino di Praga. Jarmilka, 1998
- Rozpirzony bęben: opowieści wybrane, 2000, 2005
- Drybling Hidegkutiego, czyli rozmowy z Hrabalem: rozmawia László Szigeti, 2002, 2011
- Listy do Kwiecieńki, 2002, 2004
- Auteczko: ballada, 2003, 2009
- Dobranocki dla Cassiusa, 2004
- Pociągi pod specjalnym nadzorem. Postrzyżyny, 2004
- Miasteczko, w którym czas się zatrzymał, 2004
- Różowy kawaler, 2005
- Aurora na mieliźnie, 2006
- Piękna rupieciarnia, 2006, 2019
- Pieśni dziadowskie i legendy, 2006
- Schizofreniczna ewangelia, 2007
- Balony mogą wzlecieć, 2009
- Vita nuova, 2011
- Przerwy, 2011
- Życie bez smokingu, 2011
- Perełki na dnie: wybór opowiadań, 2011
- Perełka na dnie: Rozmowy, 2012
- Złocieńka, 2014
- Pabitele, 2015

## Książki o Hrabalu wydane w Polsce
- Witold Nawrocki – Współczesność i historia. Z problematyki współczesnej literatury czeskiej i słowackiej, 1982
  - Bohumil Hrabal: proza jako ujarzmianie żywiołu życia
- Monika Zgustová – Bohumil Hrabal, 2000
- Andrzej Stasiuk – Tekturowy samolot, 2000
  - Tekturowy samolot
  - O Hrabalu
- Aleksander Kaczorowski – Praski elementarz, 2001, 2012, 2021
  - Praski elementarz
- Leszek Engelking – Surrealizm underground postmodernizm. Szkice o literaturze czeskiej, 2001
  - Nadrealny realizm
- Franciszek A. Bielaszewski – Tak, panowie, idę umrzeć: o Hrabalu i piwoszach, 2003
- U źródeł sensu: Leśmian, Hrabal, Schulz. Dziennik prowincjonalny, red. Janusz Nowak, Marek Rapnicki, Libor Martinek, 2003, 2004
  - Václav Kadlec – Wszystko jest prawdą, albo mity hrabalowskie i mity Hrabala
- Aleksander Kaczorowski – Gra w życie: opowieść o Bohumilu Hrabalu, 2004
- Aleksander Kaczorowski – Europa z płaskostopiem, 2006
  - Wstydził się mnie, bo nie piłem piwa
- Jacek Baluch – Kain według Hrabala, 2007
- Z polsko-czeskich zbliżeń literackich w XX wieku. Studia, red. Grzegorz Bąbiak, Joanna Królak, 2008
  - Aleksandra Wiśniewska – Przestrzenie intertekstualności, przestrzenie transcendencji. „Anioł” Jáchyma Topola a „Zbyt głośna samotność” Bohumila Hrabala
  - Bartłomiej Fabiszewski – „Zbyt głośna samotność” Bohumila Hrabala w sześciu wydaniach
- Wojciech Soliński – Bohumila Hrabala sprawa polska (i inne sprawy), 2013
- Hrabal i inni. Adaptacje czeskiej literatury, red. Ewa Ciszewska, Ewelina Nurczyńska-Fidelska, 2013
  - Maciej Robert – „Postrzyżyny” Bohumila Hrabala i Jiříego Menzla – bajka, mit, legenda
- Tomáš Mazal – Praga z Hrabalem oraz podróż śladami pisarza po Czechach i Morawach, 2014
- Maciej Robert – Perełki i Skowronki. Adaptacje filmowe prozy Bohumila Hrabala, 2014
- W poszukiwaniu przerw w zabudowie. W stulecie urodzin Bohumila Hrabala, red. Joanna Goszczyńska, 2015
- Aleksander Kaczorowski – Hrabal. Słodka apokalipsa, 2016
- Wojciech Soliński – Od Hrabala do Eco. Szkice nie tylko o granicach przekładu, 2022

## Adaptacje filmowe
- Fádní odpoledne (Nudne popołudnie), 1964, 14 min, reż. Ivan Passer, scen. Bohumil Hrabal, Ivan Passer (na motywach opowiadania Śnięte popołudnie)
- Perličky na dně (Perełki na dnie), 1965, 107 min.:
  - Smrt pana Baltazára (Śmierć pana Baltazara), reż. Jiří Menzel, scen. Bohumil Hrabal, Jiří Menzel (na motywach opowiadania Śmierć pana Baltisbergera)
  - Podvodníci (Oszuści), reż. Jan Němec, scen. Bohumil Hrabal, Jan Němec (na motywach opowiadania Aferzyści)
  - Dům radosti (Dom radości), reż. Evald Schorm, scen. Bohumil Hrabal, Evald Schorm (na motywach V rozdziału powieści Bambini di Praga 1947)
  - Automat Svět (Bar Świat), reż. Věra Chytilová, scen. Bohumil Hrabal, Věra Chytilová (na motywach opowiadania Bar Świat)
  - Romance (Romanca), reż. Jaromil Jireš, scen. Bohumil Hrabal, Jaromil Jireš (na motywach opowiadania Cygańska romanca)
- Sběrné surovosti (Makabratura), 1965, 31 min, reż. Juraj Herz, scen. Bohumil Hrabal, Juraj Herz (na motywach opowiadania Baron Münchhausen)
- Ostře sledované vlaky (Pociągi pod specjalnym nadzorem), 1966, 79 min, reż. Jiří Menzel, scen. Bohumil Hrabal, Jiří Menzel (na motywach noweli Pociągi pod specjalnym nadzorem)
- Skřivánci na niti (Skowronki na uwięzi), 1969, 90 min, reż. Jiří Menzel, scen. Bohumil Hrabal, Jiří Menzel (na motywach opowiadań z tomu Sprzedam dom, w którym już nie chcę mieszkać)
- Postřižiny (Postrzyżyny), 1980, 94 min., reż. Jiří Menzel, scen. Jiří Menzel, Bohumil Hrabal (na motywach powieści Postrzyżyny)
- Mořská panna, 1981, zrealizowała Magdaléna Příhodová (na motywach rozdziału Syrena z powieści Taka piękna żałoba)
- Slavnosti sněženek (Święto przebiśniegu), 1983, 87 min., reż. Jiří Menzel, scen. Bohumil Hrabal, Jiří Menzel (na motywach opowiadań z tomu Święto przebiśniegu)
- Něžný barbar (Czuły barbarzyńca), 1989, 88 min, reż. Petr Koliha, scen. Václav Nývlt (na motywach powieści Czuły barbarzyńca)
- Andělské oči (Anielskie oczy), 1994, 90 min., reż. Dušan Klein, scen. Václav Nývlt, Dušan Klein (na motywach powieści Bambini di Praga 1947)
- Příliš hlučná samota / Une trop bruyante solitude / Allzu laute Einsamkeit (Zbyt głośna samotność), 1995, 110 min., reż. Véra Caïs, scen. Bohumil Hrabal, Véra Caïs (na motywach noweli Zbyt głośna samotność)
- Obsluhoval jsem anglického krále / Ich habe den englischen König bedient / Obsluhoval som anglického krála / Öfelsége pincére voltam (Obsługiwałem angielskiego króla), 2006, 120 min., reż. Jiří Menzel, scen. Jiří Menzel (na motywach powieści Obsługiwałem angielskiego króla)

## Odznaczenia
- Medal za Zasługi I Stopnia – 1996[1]